# (1474) Beira
(1474) Beira est un astéroïde de la ceinture principale, aréocroiseur.

## Description
(1474) Beira est un astéroïde aréocroiseur. Il présente une orbite caractérisée par un demi-grand axe de 2,73 UA, une excentricité de 0,49 et une inclinaison de 26,7° par rapport à l'écliptique. En 2018 on lui a découvert une activité cométaire.